# Carel Fabritius
Carel Fabritius (batejat el 22 de febrer de 1622-12 d'octubre de 1654), fou un pintor neerlandès i un dels alumnes més dotats de Rembrandt.
Fabritius va néixer a Middenbeemster, on es creu que va treballar com a fuster (tant ell com el seu germà adopten el nom Fabritius del llatí faber, "fuster"). A començaments de la dècada del 1640 estudià a l'estudi de Rembrandt a Amsterdam, junt amb el seu germà Barent Fabritius. En la dècada del 1650 es traslladà a Delft, i s'uneix al gremi dels pintors de Delft 1652. Va morir jove, en l'explosió d'un magatzem de pólvora que hi va haver a Delft el 12 d'octubre de 1654, i que destruí un barri sencer de la ciutat, junt amb el seu estudi i moltes de les seves pintures. Han sobreviscut només una dotzena de pintures.

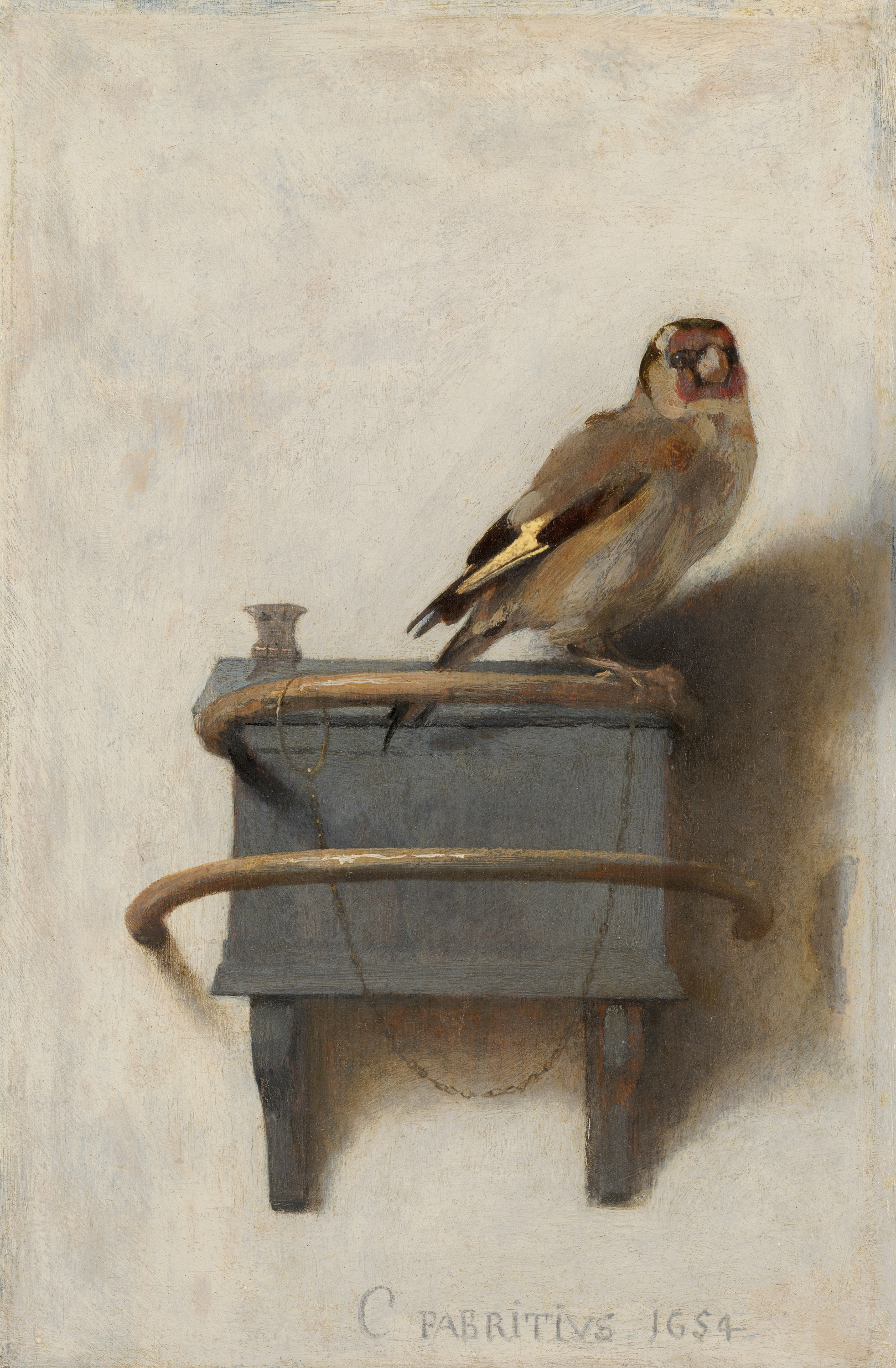
La cadernera (1654). Fabritius mostra el seu ús harmònic dels colors freds, delicats efectes de la llum, amb un fons clar

D'entre tots els alumnes de Rembrandt, Fabritius va ser l'únic a desenvolupar el seu propi estil artístic. Un retrat típic de Rembrandt fa que el tema es defineixi com una figura il·luminada amb un fons fosc. En contrast, el tret diferencial dels retrats de Fabritius és la seva delicada il·luminació dels temes contra un fons clar i amb textures. Abandonant el focus del Renaixement en la iconografia, Fabritius es tornà interessat en els aspectes tècnics de la pintura. Utilitzava harmonies de color fred per crear forma en un estil lluminós de pintura.
Fabritius també s'interessava en efectes espacials complexos, com pot ser vist en la perspectiva exagerada de Vista de Delft, amb la parada d'un venedor d'instruments musicals (1652). Aquesta pintura es creu que va estar feta utilitzant la tècnica de la càmera obscura, També mostrava un control excel·lent d'un pinzell fortament carregat, com en La cadernera (1654). Totes aquestes qualitats apareixen a l'obra dels pintors més famosos de Delft, Vermeer i Pieter de Hooch; és probable que Fabritius representés una forta influència en ells.

## Llista d'obres

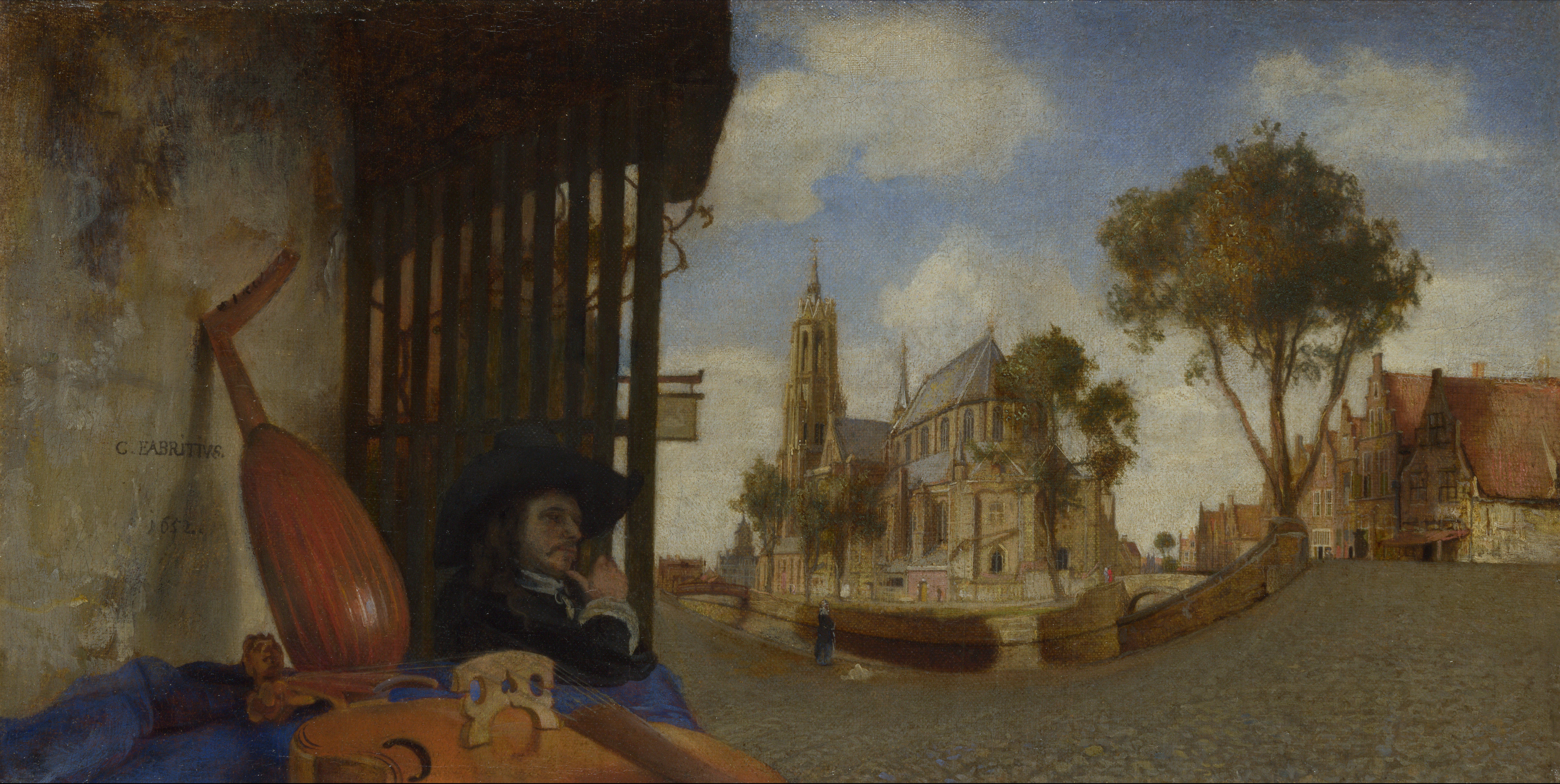
Fabritius Vista de Delft (1652), explorant un exagerava perspectiva

- 1640 Abraham de Potter, oli sobre tela, 68.5 x 57, Rijksmuseum Amsterdam
- circa. 1640 El decapitament de Joan Baptist , oli sobre tela, 149 x 121, Rijksmuseum Amsterdam
- 1643 La resurrecció de Llàzer, oli sobre tela, Museu Nacional polonès en Varsòvia
- 1643/45 Hagar i l'Àngel, oli sobre tela, 157.5 x 136, Residenzgalerie Salzburg
- 1645 - 47  Mercuri i Aglauros oli sobre tela, 72.4 x 91.1, Museu de Belles Arts Boston
- 1646 Retrat d'un home vell, oli, Museu del Louvre
- 1646 - 1651 Noia amb una Ginesta, oli sobre tela, 107.3 x 91.4, signava com Rembrandt, Galeria Nacional d'Art Washington D.C
- 1650 Autoretrat, oli, 65 x 49, Museu Boijmans Van Beuningen Rotterdam
- 1652 Vista de Delft, amb la parada d'un venedor d'instruments musicals, oli sobre vidre, 15.4 x 31.6, National Gallery de Londres
- 1654 La cadernera, oli sobre taula, Mauritshuis L'Haia
- 1654 El Sentinella, oli sobre tela, 68 x 58 cm, Museu d'Art de Schwerin Schwerin
- 1654 Home Jove amb una Gorra de Pell, oli sobre tela, 70.5 x 61.5 cm, National Gallery Londres (probablement un autoretrat)